# یوهیم آریسن
یوهیم آریسن (هلندی: Johim Ariesen؛ زادهٔ ۱۶ مارس ۱۹۸۸ ‏(۳۶ سال)) دوچرخه‌سوار اهل هلند است.
از باشگاه‌هایی که در آن رکاب زده‌است می‌توان به تیم دوچرخه‌سواری کوگا اشاره کرد.